# K-theory
K-theory was een internationaal, aan collegiale toetsing onderworpen wetenschappelijk tijdschrift op het gebied van de K-theorie. In 2007 heeft de bijna voltallige redactie van het tijdschrift ontslag genomen en het tijdschrift Journal of K-theory opgericht. De uitgever heeft nadien de web-pagina's van het tijdschrift verwijderd van zijn website. De inhoud is nog wel op papier, en via andere websites te vinden.
Het tijdschrift werd uitgegeven door Springer Science+Business Media. Het verscheen tot 4 keer per jaar. Het eerste nummer verscheen in 1987, het laatste in 2008.
In de 2011 en 2012 edities van Web of Science had het tijdschrift geen registratie (meer).